# توفيق عبد الواحد الشرجبي
توفيق عبدالواحد علي الشرجبي (و.1969) هو سياسي ووزير يمني، من مواليد محافظة تعز، يشغل منصب وزير المياة والبيئة الحالي في حكومة معين منذ 18 ديسمبر 2020.

## المؤهلات العلمية
- الماجستير في إدارة الأعمال 2012م.
- بكالوريوس هندسة من جامعة صنعاء 1995.

## المناصب التي تولاها
- قائم بأعمال وزير المياه والبيئة عام 2019م.[2]
- وكيل وزارة المياه والبيئة في حكومة الوفاق الوطني 2011م.[2]
- نائب رئيس المؤسسة العامه للمياه والصرف الصحي.[2]
- مدير عام المشاريع في المؤسسة العامه للمياه والصرف الصحي.[2]